# 張紹 (三國)
張紹（222年前—263年後），字鎮國，三国時蜀漢重臣張飛的次子。

## 生平
張紹兄長張苞早年去世，因此由張紹繼承張飛爵位。張紹官至侍中、尚書僕射。
景耀六年（公元263年），邓艾在绵竹击杀诸葛瞻。劉禪遣時任侍中的張紹、光祿大夫譙周、駙馬都尉鄧良奉繼印緩，向邓艾投降。張紹與劉禪共赴洛陽。之後受魏的冊封為侯。